# Guillermo Cuper

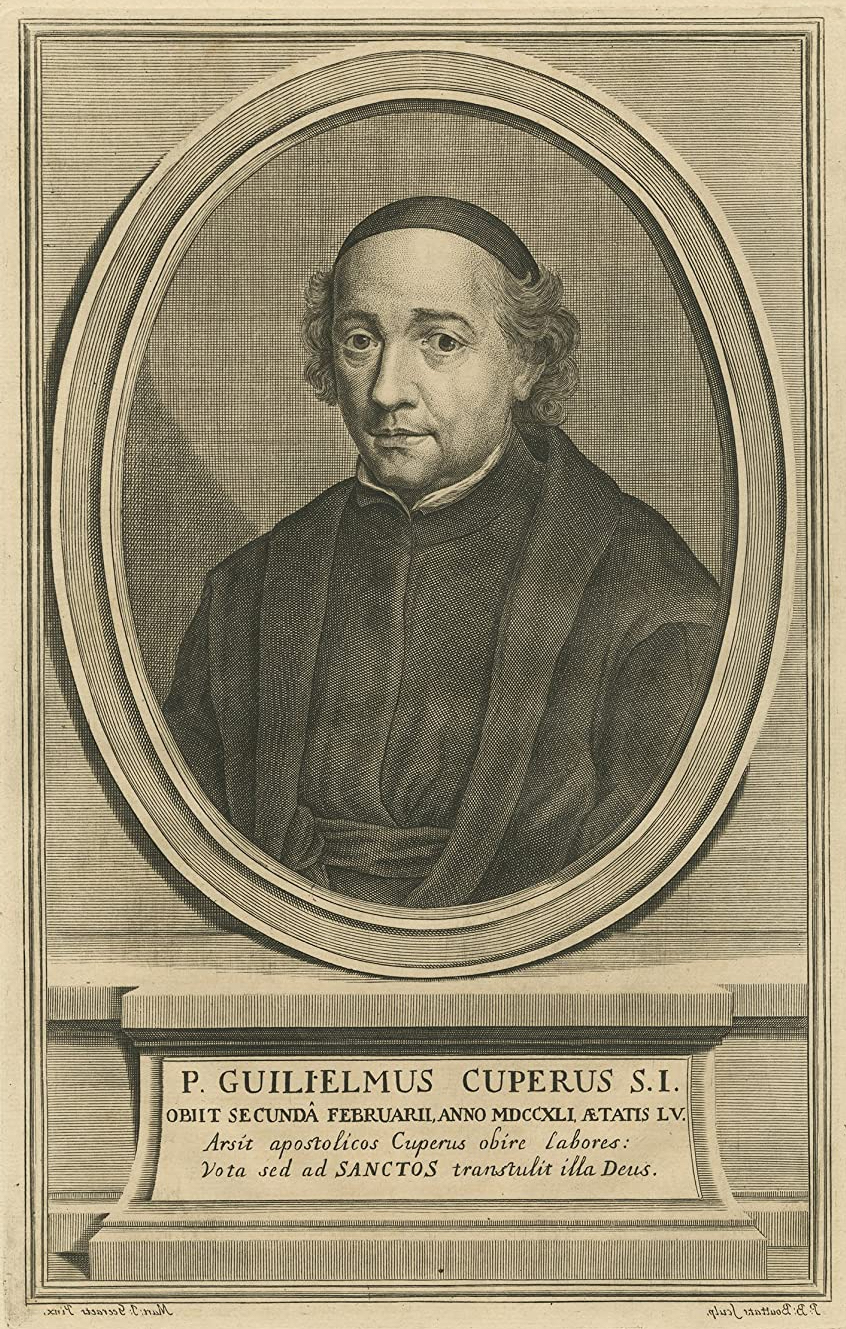

Guillermo Cuper fue un religioso y bolandista de Bélgica, nacido en 1686 y fallecido en 1741.
El padre Guillermo Cuper en las notas a la vida de San Francisco Solano, que trae en el tomo 6, del Acta Sanctorum, supone que permanece hoy esta población (Madrid de las Juntas), como también la de Esteco, citando al holandés Juan Laet, en su Nuevo Orbe, libro 14, donde dice, distaba 25 leguas de San Miguel de Tucumán y 50 de Esteco.(Historia de la conquista de Paraguay, Río de la Plata y Tucumán; autor: P. Lozano, Buenos Aires: Impr. popul., 1874.)

## Biografía
Cuper fue un jesuita que logró por sus grandes conocimientos ser puesto en el número uno de los famosos agiógrafos de Amberes y trabajó con provecho en la redacción de las Acta Sanctorum de los meses de julio y agosto, en general relaciones fidedignas o historias coetáneas de las vidas y martirios de los Santos, tanto de la Iglesia católica como de la Iglesia Ortodoxa Griega, y particularmente se conoce como Acta Sanctorum a una obra de esta naturaleza que comenzó a publicar en 1643 el jesuita Bollando de Amberes, por disposición de sus superiores, interesante para el estudio de la Edad Media y primeros siglos de la Edad Moderna, cuya última entrega se hizo en 1794 (3 volúmenes en folio).
Otra obra, escrita por Cuper es un tratado histórico cronológico de los patriarcas de Constantinopla, en folio, obra de gran mérito, llena de eruditas investigaciones y de una buena crítica. 

## Obras
- Acta Sanctorum
- Tractatus historico-chronologicus de patriarchis constantinopolitanis, Amberes, 1733, en folio.